# TSG Backnang
Die TSG Backnang 1846 Turn- und Sportabteilungen e. V. ist ein Sportverein in Backnang, der 1846 als Turnverein Backnang gegründet wurde.

## Vereinsgeschichte
Nach dem Zweiten Weltkrieg wurde der Sportverein im Mai 1946 als Sportvereinigung Backnang neugegründet. Am 21. November 1967 wurde der Verein neu strukturiert und in TSG Backnang umbenannt. Grund für die Neustrukturierung war der Aufstieg der 1. Fußballmannschaft in die Regionalliga. Der TSG Backnang war nun nicht nur Sportverein, sondern fungierte auch als Dachorganisation der rechtlich selbständigen neuen Vereine TSG Backnang Fußball 1919, TSG Backnang Tennis 1925, TSG Backnang Schwerathletik 1920 und TSG Backnang Turnen 1846 (Turnen ist mittlerweile wieder in den Hauptverein eingegliedert).
Im April 1973 wurde der Vereinsname TSG Backnang 1846 in TSG Backnang 1846 Turn- und Sportabteilungen geändert.

## Sportangebote
Die folgenden Abteilungen gehören zur TSG Backnang 1846 Turn- und Sportabteilungen e. V.: Badminton, Basketball, Behindertensport, Boule, Fechten, Handball, Herzsport, Leichtathletik, Schwimmen, Skisport, Sportkegeln, Tanzsport, Tischtennis, Turnen, Volleyball.
Auch gibt es Angebote im Bereich Gesundheitssport und Kindersportschule.

## Tanzsportabteilung
Die Tanzsportabteilung des TSG Backnang, die in den 1980er Jahren gebildet wurde, verfügt über diverse Angebote, darunter Kindertanzen, Jazz und Modern Dance, Hip-Hop, Salsa, Stepptanz, Orientalischer Tanz und Tanzkreise, aber auch Turniertanzangebote (Einzelpaare und Formationen).

### Lateinformationen
Die Tanzsportabteilung des TSG Backnang war in der Saison 1994/95 erstmals mit einer Lateinformation in der Oberliga Süd Latein am Start. Zwischenzeitlich verfügt der Verein über vier Lateinformationen. Das A-Team startet in der 1. Bundesliga Latein.

#### A-Team

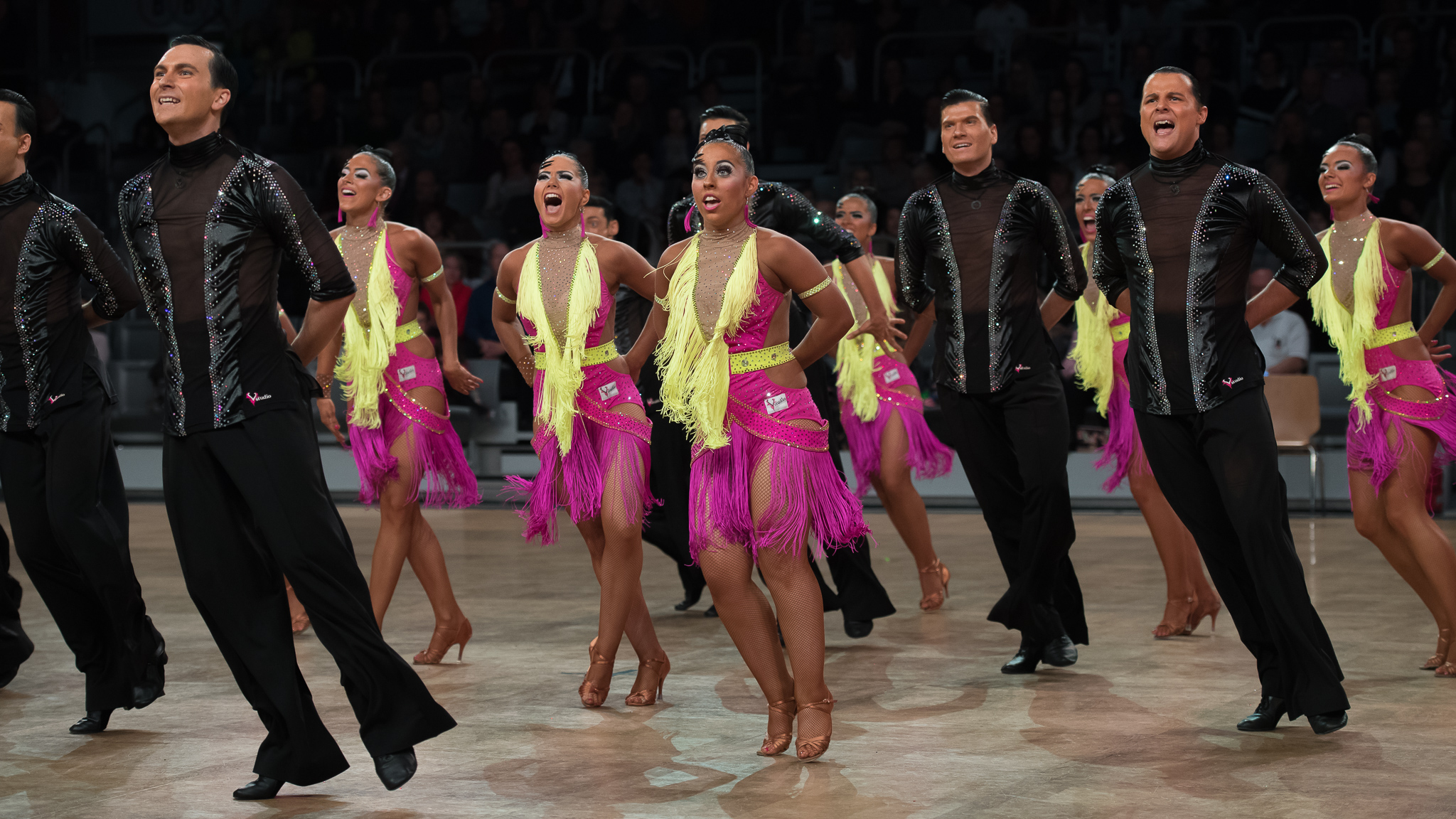
Das A-Team auf der Deutschen Meisterschaft der Formationen 2016

Das A-Team des TSG Backnang, das in der Saison 1994/95 erstmals in der Oberliga Süd Latein an den Start ging, tanzte insgesamt acht Jahre Choreographien zu wechselnden Themen in der Oberliga Süd:
- 1995/96 und 1996/97: „Black Music“
- 1997/98 und 1998/99: „Broadway“
- 1999/00 und 2000/01: „James Bond“
- 2001/02: „America“

In der Saison 2001/02 belegte das Team den 1. Platz in der Oberliga Süd und stieg in die Regionalliga Süd Latein auf.
In der Saison 2002/03 erreichte das Team mit dem musikalischen Thema „America“ den 2. Platz in der Regionalliga Süd. Im anschließenden Aufstiegsturnier zur 2. Bundesliga Latein belegte das Team den 3. Platz. Trotzdem trat das A-Team des TSG Backnang in der nächsten Saison in der 2. Bundesliga an, da sich das A-Team des TD TSC Düsseldorf Rot-Weiß, das in der 1. Bundesliga startete, aufgelöst hatte und so das B-Team des TSZ Aachen aus der 2. Bundesliga in die 1. Bundesliga und das A-Team des TSG Backnang als drittplatzierter des Aufstiegsturniers aus der Regionalliga Süd in die 2. Bundesliga nachrückten.
In der 2. Bundesliga tanzte das A-Team zwei Jahre zum musikalischen Thema „George Michael“. Am Ende der Saison 2004/05 schaffte es mit dem 7. Platz den Klassenerhalt nicht und stieg wieder in die Regionalliga Süd ab. Dort tanzte sich das Team zum Thema „Street Latin“ wieder auf den 1. Platz. Im anschließenden Aufstiegsturnier belegte das Team den 2. Platz und stieg so wieder in die 2. Bundesliga Latein auf.
Nachdem in der Saison 2006/07 in der 2. Bundesliga nochmal zu „Street Latin“ getanzt wurde, war das Thema in der Saison 2007/08 „Carlos Santana“, mit dem das Team den 2. Platz in der 2. Bundesliga Latein und somit den Aufstieg in die 1. Bundesliga erreichte. In der Saison 2008/09 startete das A-Team erneut mit dem Thema „Carlos Santana“ in der 1. Bundesliga Latein. Das Team beendete die Saison auf dem 7. Platz und stieg somit wieder in die 2. Bundesliga Latein ab, die es in der folgenden Saison, nochmal mit dem musikalischen Thema „Carlos Santana“ aber wieder gewann. In der Saison 2010/11 startete das A-Team der TSG Backnang mit dem Thema „Rolling Stones“ wieder in der 1. Bundesliga Latein, stieg jedoch zum Ende der Saison erneut in die 2. Bundesliga ab, wo es in der Saison 2011/12 den 3. Platz belegte. Nachdem die TSG Bremerhaven im Juli 2012 ihr A-Team aus der 1. Bundesliga Latein zurückgezogen hatte, wurde das A-Team der TSG Backnang für die Saison 2012/13 für die 1. Bundesliga Latein nachnominiert. Hier trat das Team in der Saison 2012/13 mit dem musikalischen Thema „Flashback 80s“ an, konnte die Liga aber nicht halten und stieg am Ende der Saison wieder in die 2. Bundesliga ab. In der Saison 2013/14 belegte die Mannschaft am Ende den 2. Platz und schaffte den Wiederaufstieg in die 1. Bundesliga.
Nach einer Saison in der 1. Bundesliga stieg die Mannschaft wieder in die 2. Bundesliga ab, schaffte in der folgenden Saison aber den direkten Wiederaufstieg. In der Saison 2016/17 trat das Team mit dem musikalischen Thema „Bittersweet“ in der 1. Bundesliga Latein an. In den darauffolgenden Jahren schaffte die Mannschaft es, sich in der 1. Bundesliga zu etablieren. Dabei wurden die Themen „Las Vegas“ (2017–2019) und „Zorro“ (2019–2022) vertanzt. Im August 2022 verkündete der Verein, dass er die Mannschaft zurückziehen muss und der Startplatz freigegeben wird. Dadurch wurde das bis dahin als B-Team startendes Team zum neuen A-Team des Vereins. Dieses neue A-Team behielt den Startplatz in der Regionalliga Süd TBW Latein, in der das B-Team bis zu diesem Zeitpunkt gestartet war.

#### B-Team
Das B-Team des TSG Backnang ging erstmals in der Saison 2001/02 in der Landesliga Süd TBW Latein an den Start. Bereits in der zweiten Saison gelang dem Team mit dem 1. Platz in der Landesliga Süd TBW der Aufstieg in die Oberliga Süd TBW Latein, in der das Team bis zur Saison 2008/09 tanzte, an deren Ende das Team auf dem 1. Platz der Liga stand und somit in die Regionalliga Süd Latein aufstieg. Das Team tanzte bis zur Saison 2011/12 in der Regionalliga Süd Latein und tritt seit der Saison 2012/13 wieder in der Oberliga Süd TBW Latein an.

#### C- und D-Team
Das C-Team des TSG Backnang startete in der Saison 2003/04 sofort in der Oberliga Süd TBW Latein, da es in dieser und der folgenden Saison keine Landesliga Süd TBW Latein gab. In der Saison 2005/06 wurden die Mannschaften wieder auf eine Landesliga Süd TBW Latein und eine Oberliga Süd TBW Latein aufgeteilt. Das C-Team des TSG Backnang startete nun in der Landesliga, ebenso wie das D-Team, das in dieser Saison erstmals an den Start ging.
Beide Ligen wurden in der Saison 2006/07 erneut zusammengefasst, so dass in der Saison 2006/07 das B-, C- und D-Team des TSG Backnang in der Oberliga Süd TBW Latein tanzten. Das C-Team erreichte den 5. Platz und verblieb nach der erneuten Trennung in Landes- und Oberliga in der Oberliga Süd TBW, das D-Team als Tabellenachter kam in die Landesliga Süd TBW. In der Saison 2008/09 trat das D-Team des TSG Backnang nicht mehr an. Das C-Team tanzt seit der Saison 2009/10 wieder in der Landesliga Süd TBW.

## Judoabteilung
Die Frauenmannschaft wurde in den Jahren  2015 bis 2024 insgesamt fünfmal Deutscher Meister und dreimal Vizemeister in der Judo-Bundesliga. Die Männer wurden 2024 Vizemeister.